# Hans-Ulrich von Oertzen
Hans-Ulrich von Oertzen, né le 6 mars 1915 à Berlin et mort le 21 juillet 1944 dans la même ville, est un noble allemand qui fit partie des conjurés de l'attentat du 20 juillet 1944 contre Hitler et qui se suicida le lendemain.

## Biographie
Hans-Ulrich von Oertzen appartient à une vieille famille de la noblesse mecklembourgeoise, les Oertzen. Son père officier meurt au combat pendant la guerre de 1914-1918 aussi Hans-Ulrich von Oertzen est-il élevé par sa mère qui demeure dans le château de son frère, le château de Rattey, près de Strasbourg-en-Uckermark. Ensuite elle entame une carrière de peintre à Berlin et son fils est mis en pension au fameux internat du château de Salem, célèbre pour ses qualités pédagogiques.
Hans-Ulrich von Oertzen entre dans la carrière militaire et obtient au milieu des années 1930 un poste de commandement à l'académie militaire, puis entre à l'état-major. de janvier à juillet 1940, il est chef d'état-major de la 221. Infanterie-Division. Il est nommé major à l'état-major en 1943 et officier formateur au groupe d'armées Centre sous le commandement du général von Tresckow (1901-1944), lui-même opposant au national-socialisme. Il fait partie des officiers qui depuis mars 1943 ont décidé d'abattre Hitler. Il se met à la disposition du comte von Stauffenberg à partir de l'automne 1943 dans l'organisation de l'opération Walkyrie. Il épouse, le 26 mars 1944 à vingt-neuf ans, Ingrid von Langenn-Steinkeller, fille d'un noble prussien (Junker) ayant ses domaines dans la Nouvelle Marche.
Il est officier de liaison le 20 juillet du commandement du groupe de défense III (Berlin) et transmet les premiers ordres de l'opération Walkyrie. Mais l'attentat échoue. il est immédiatement arrêté et interrogé par le général von Kortzfleisch et le général von Thüngen (qui était aussi membre de la résistance anti-hitlérienne). Il en ressort qu'aucune preuve ne pèse contre Oertzen, mais le lendemain une secrétaire affirme l'avoir vu auparavant avec Stauffenberg. Cette accusation amène la gestapo à se charger de l'enquête. Avant que la gestapo n'arrive chez lui, Oertzen se fait sauter avec deux grenades. Une plaque rappelle son destin à l'église de Rattey.